# Daniel Misaalefua
Daniel Heleta Misaalefua (ur. 1 czerwca 1996) – zapaśnik z Samoa Amerykańskiego walczący w obu stylach. Brązowy medalista mistrzostw Oceanii w 2016 roku.